# 레이철 윌슨
레이철 윌슨(Rachel Wilson, 1977년 5월 12일 ~ )은 캐나다의 배우이다.

## 출연 작품
- 커넥트 (2020)
- 위험한 정사 2 (2019)
- 백스태빙 포 비기너스 (2018)
- 켑트 우먼 (2015)
- 박싱 (2015)
- 헬리온스 (2015)
- 파이널 뷰 (2012)
- 터미널 (2012)
- 언럭키 (2011)
- 케네디스 (2011)
- 세인트 로즈 (2010)
- 낫 오버 이지 (2010)
- 쏘우 3D (2010)
- 퍽 호그 (2009)
- 후키드 온 스피드맨 (2008)
- 몽키 워페어 (2006)
- 윈터 브레이크 (2003)
- 글래스 하우스 (2001)
- 러닝 메이트 (2000)
- 여기보다 어딘가에 (1999)
- 미스테리 알라스카 (1999)
- 오스틴 파워 (1999)
- 시니어 트립 (1995)
- 정글그라운드 (1995)